# 蕃神

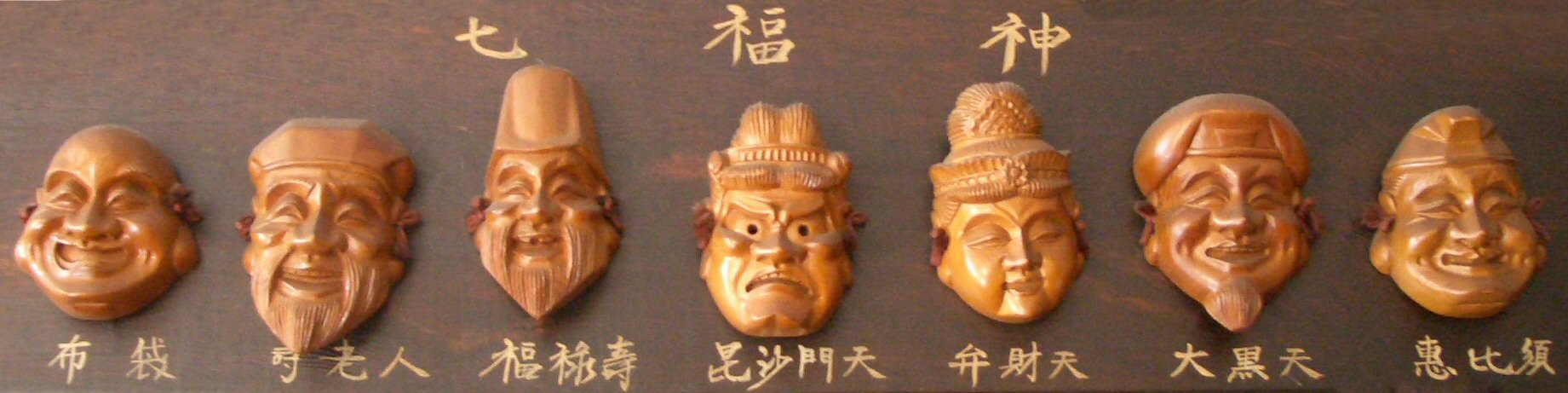
日本の七福神はそのほとんどが外来の神、つまり蕃神である。

蕃神（ばんしん、あだしくにのかみ、となりのくにのかみ）とはその国、その土地の外部（外国、異国）からやってきた神。単に外国の神という意味ではなく、外来の神、つまり、外から入り込んできた後に定着し、その国、その土地で既に信仰の対象とされるようになってきている神を指していう。蕃神が信仰されるようになる経緯としては、意識的に布教される、あるいは、その国の人々が蕃神の存在を知り、自発的に信仰を始める、などが考えられる。
もともと神道が信仰されていた日本においては、仏教伝来当初は仏を蕃神（となりのくにのかみ）と呼ぶなどしていた。

## 概要
日本では、仏教伝来当初、仏を蕃神（となりのくにのかみ）と呼び、日本でそれまで信仰されていた神道の神（国津神）と区別した。この区別の仕方は、仏教における仏が、外からやってきた「まれびと（客神）」として強く認識されていたことを示すとされる。また、仏教の仏を「蕃神」あるいは「仏神」などとして、神道の神と併存させていく神仏習合の流れからは、世界各地で見受けられる習合主義が、日本においても無意識的・かつ顕著に発現していたことを確認できるともされる。

## 語意
「蕃」の字は、「（草木が）しげる」「ふえる」のほか、「えびす」つまり異民族の意を表し、異民族の意が転じて、外国人一般を指すようになった。なお、「蛮」の字も異民族を表すものであり、「蕃神」を「蛮神」と表記することもできる。もちろん、「蛮」の字を「蕃」に変えることもでき、たとえば「蛮族」を「蕃族」と表記できる。

## 歴史
日本では、仏教公伝直後、引き続き神道の神を信仰すべきだとする保守派と、今後は仏教を信仰すべきだとする革新派との間で激しい争いが展開された。それら、保守派には物部尾輿や中臣鎌子が、革新派には蘇我稲目らが属していた。このとき、神道（古神道）の神は「国津神」、仏教の仏を「蕃神」として区別されたという。 この区別の仕方は、上述のとおり、日本において、後世に「仏」をまさに「ほとけ」という言葉で呼び始める以前の、一般の人々の仏教への認識を示しているともされる。
「仏」は、『日本書紀』の欽明天皇13年（552年）10 月の条で「蕃神」と書かれ、敏達天皇14年（585年）3月の条では「仏神」と書かれている。その後、200年近く過ぎた後も、依然として、「仏」は『元興寺伽藍縁起并流記資財帳』（天平19年（747年））で「他国神」・「仏神」とされ、最古の仏教説話集として知られる『日本霊異記』でも、「隣国の客神」とされたのである。